# Volker Kauder
Volker Kauder (ur. 3 września 1949 w Hoffenheim w powiecie Rhein-Neckar) – niemiecki polityk i prawnik, deputowany do Bundestagu, w latach 2005–2018 przewodniczący frakcji poselskiej CDU/CSU.

## Życiorys
W 1969 ukończył szkołę średnią, po czym do 1971 odbywał służbę wojskową. W latach 1971–1975 studiował prawo i nauki polityczne na Uniwersytecie we Fryburgu. Zdał państwowe egzaminy prawnicze – I stopnia w 1975 i II stopnia w 1977. W latach 1976–1978 pracował na macierzystej uczelni jako pełnomocnik rektora. Później zatrudniony w administracji publicznej, od 1980 do 1990 był zastępcą starosty powiatu Tuttlingen.
Od 1966 zaangażowany w działalność polityczną, wstąpił wówczas do chadeckiej młodzieżówki Junge Union. Pełnił różne funkcje w tej organizacji i w Unii Chrześcijańsko-Demokratycznej, od 1985 stał na czele powiatowych struktur CDU.
W 1990 po raz pierwszy uzyskał mandat posła do Bundestagu. Z powodzeniem ubiegał się o reelekcję w kolejnych wyborach w 1994, 1998, 2002, 2005, 2009, 2013 i 2017. W latach 1991–2005 był sekretarzem generalnym Unii Chrześcijańsko-Demokratycznej w Badenii-Wirtembergii.
Stał się jednym z najbliższych współpracowników przewodniczącej partii Angeli Merkel, w mediach określano go jako jej „prawą rękę”. W styczniu 2005 objął stanowisko sekretarza generalnego CDU, które zajmował do listopada tegoż roku. W tym samym miesiącu, po zwycięstwie wyborczym chadeków, został nowym przewodniczącym frakcji poselskiej CDU i CSU, pozostając na tej funkcji również po kolejnych wyborach parlamentarnych w 2009, 2013 i 2017. We wrześniu 2018 w głosowaniu wśród posłów przegrał z Ralphem Brinkhausem, po trzynastu latach odchodząc z zajmowanego stanowiska.